# Beast of Burden
«Beast of Burden» —en español: «Bestia de carga»— es una canción del grupo de rock británico The Rolling Stones, escrita por Mick Jagger y Keith Richards para su álbum de 1978 Some Girls. En el año 2004 la revista especializada de música Rolling Stone la situó en el puesto # 435 de su lista Las 500 mejores canciones de todos los tiempos según Rolling Stone.
Además fue lanzado como sencillo el 9 de septiembre de 1978, el segundo del álbum.

## Inspiración y grabación
«Beast of Burden» es, en español, una "bestia de carga", un animal semi-domesticado que hace labores en beneficio del hombre, como bueyes o caballos. La música y algunas partes de la letra son por parte de Keith Richards. En una entrevista para el disco compilatorio Jump Back de 1993, Richards dijo sobre la canción "fue otra donde Mick solo aportó en los versos. Con los Stones, tomamos una canción larga, la tocamos y vemos si queda alguna toma. A veces la ignoramos, a veces la tomamos y la grabamos. Después de todas las canciones rápidas de Some Girls, todo el mundo se calmó y disfrutó de una lenta". Las letras básicas fueron escritas antes de que Los Stones entraran al estudio, hechas por Mick Jagger improvisadamente con riffs de Richards y Ron Wood.
La canción fue grabada entre el 10 de octubre y el 21 de diciembre de 1977 y del 5 de enero al 2 de marzo de 1978, en los estudios Pathé Marconi en París, Francia. La canción fue producida por The Glimmer Twins (seudónimo que utilizan Jagger y Richards). El ingeniero de sonido a cargo de las sesiones fue Chris Kimsey.

## Lanzamiento y recepción
«Beast of Burden» fue lanzado como sencillo, como el segundo del álbum, y su máximo logro fue llegar a la posición #8 en el Billboard Hot 100 de Estados Unidos. Una versión en vivo fue grabada en 1981 y se lanzó como lado B del sencillo Going to a Go-Go. La canción ha sido incluida en los álbumes recopilatorios Sucking in the Seventies, Rewind (1971-1984), Jump Back: The Best of The Rolling Stones, Forty Licks y GRRR!.
Una versión de la canción de 5:20 minutos de duración circula entre los coleccionistas con letras extra. Fue tomada de la mezcla realizada para la versión de Some Girls de Magazine, que muestra diferencias significativas de todas las otras versiones del álbum.

## Personal
Acreditados:
- Mick Jagger: voz
- Keith Richards: guitarra eléctrica, guitarra acústica, coros
- Ron Wood: guitarra eléctrica, guitarra acústica
- Bill Wyman: bajo
- Charlie Watts: batería

## Posicionamiento en las listas
| Lista                              | Posición |
| ---------------------------------- | -------- |
| Estados Unidos (Billboard Hot 100) | 8        |